# نگهداری انرژی
نگهداری انرژی راهکاری برای تنظیم و بهینه‌سازی استفاده از سیستم‌های انرژی است. در مباحث مدیریت انرژی سعی می‌شود، نیاز به انرژی در خروجی کاهش پیدا کند در حالی‌که هزینه‌ها کاهش پیدا کرده یا ثابت شده‌است.
نگهداری انرژی به معنای کاهش انرژی توسط استفاده کم از سرویس‌های انرژی است. برای مثال کم رانندگی کردن مثالی از نگهداری انرژی می‌باشد.
رانندگی کردن به همان میزان با خودرویی پر مصرف‌تر مثالی از بهره‌وری از انرژی می‌باشد. نگهدار ی انرژی به بهره‌وری از آن هر دو از تکنیک‌های کاهش مصرف انرژی است. هر چند نگهداری انرژی خدمات انرژی را کاهش می‌دهد و موجب افزایش سرمایه مالی، کیفیت محیط اطراف، امنیت ملی و امنیت مالی شخصی می‌شود و این در راس رده‌بندی انرژی قابل نگهداری می‌باشد.

## مالیات بر انرژی
بعضی از کشورها از مالیات بر انرژی یا زغال‌سنگ استفاده می‌کنند تا مصرف‌کنندگان انرژی را در جهت کاهش میزان مصرفشان ترغیب نمایند.
همان‌طور که در کتاب توهمات سبز (Green illusions) نقل شده‌است مالیات بر زغال سنگ می‌تواند موجب شود انرژی هسته‌ای و دیگر راه‌هایی که جنبه‌های مختلف تأثیرات محدودیت‌های وارد بر محیط زیست را شامل می‌شود جایگزین مصرف شود در حالی که مالیات بر مصرف انواع انرژی برای انژیی که به‌طور کلی مصرف می‌شود وجود دارد. در حالی که کاستن میزان وسیع تر از پیامدهای محیط اطراف به تولید انرژی مربوط می‌شود. در ایالت کالیفرنیا مالیات بر انرژی رده‌بندی شده‌است به موجب آن همهٔ مصرف‌کنندگان اجازهٔ یک خط انرژی مبنا که مالیات کمی به آن تعلق می‌گیرد، دریافت می‌کنند. در صورتی که میزان مصرف از آن خط مبنا بیشتر شود مالیات نیز بسیار افزایش می‌یابد. چنین برنامه‌هایی قصد دارند از ساکنین فقیر تر با در نظر گرفتن مالیات بیشتری بر ساکنین پر مصرف تر حفاظت کنند.

## طراحی ساختمان
یکی از راه‌های ابتدایی بهبود نگهداری انرژی در ساختمان‌ها استفاده از حسابرسی مصرف انرژی می‌باشد. حسابرسی مصرف انرژی بررسی و تجزیه و تحلیل استفاده از انرژی و جریان‌های متعلق به نگهداری انرژی در ساختمان‌ها، فرایند یا سیستمی که میزان انرژی ورودی سیستم بدون تأثیرات منفی بر خروجی را کاهش می‌دهد، می‌باشد. معمولاً این کار با متخصصان آموزش دیده همراه می‌شود و می‌تواند قسمتی از برنامه‌های ملی‌ای که در بالا گفته شد باشد. بعلاوه گسترش اخیر برنامه‌های گوشی‌های هوشمند به ساکنین خانه‌ها این توانایی را می‌دهد خودشان نسبتاً آگاهانه بررسی دقیق مصرف انرژی را تکمیل نمایند.
تکنولوژی و اندازه‌گیری‌های هوشمند ساختمان‌ها به مصرف‌کنندگان انرژی در بخش تجاری و مسکونی این امکان را می‌دهد که به صورت تصویری اثری که مصرف انرژی توسط آن‌ها بر محل کارشان یا خانه هایشانمی تواند داشته باشد را ببینند.
در خانه‌های خورشیدی غیرفعال (passive solar building)، طراحی پنجره‌ها، دیوارها و زمین‌ها برای جمع‌آوری ذخیره و توزیع انرژی خورشیدی به شکل گرما در فصل زمستان و رد کردن گرمای خورشید در فصل تابستان ساخته شده‌اند؛ که به این، طراحی خورشیدی غیرفعال (passive solar design) یا طراحی اقلیمی (climatic design) می‌گویند چون بر خلاف سیستم گرمایش خورشیدی فعال شامل استفاده از وسایل الکتریکی و مکانیکی نمی‌شود.
نکتهٔ اصلی طراحی ساختمان خورشیدی غیرفعال این است که شرایط آب و هوایی محلی را در نظر بگیرند.
عناصری که به آن باید توجه شود شامل محل پنجره، نوع شیشه، عایق بندی حرارتی، میزان حرارت و سایه بان می‌شود. تکنیک طراحی خورشیدی غیرفعال خیلی راخت می‌تواند در ساختمان‌های در حال ساخت اجرا شود اما در ساختمان‌های موجود نیز می‌توانند تغییراتی ایجاد کنند.
حمل و نقل:در ایالات متحده زیربنای حومهٔ شهر در طول دوره‌ای از دسترسی نسبتاً آسان به سوخت فسیلی که به سیسیتم حمل و نقل غیر مستقل زندگی مربوط می ود، رشد کرد. ناحیه بندی کردن که موجب می‌شود تراکم شهری بزرگتر شود همچنین طراحی‌های محل مخصوص دوچرخه سواری و پیاده‌روی می‌تواند میزان مصرف انرژی در حمل و نقل را کاهش دهد.

## تولیدات مصرف‌کنندگان

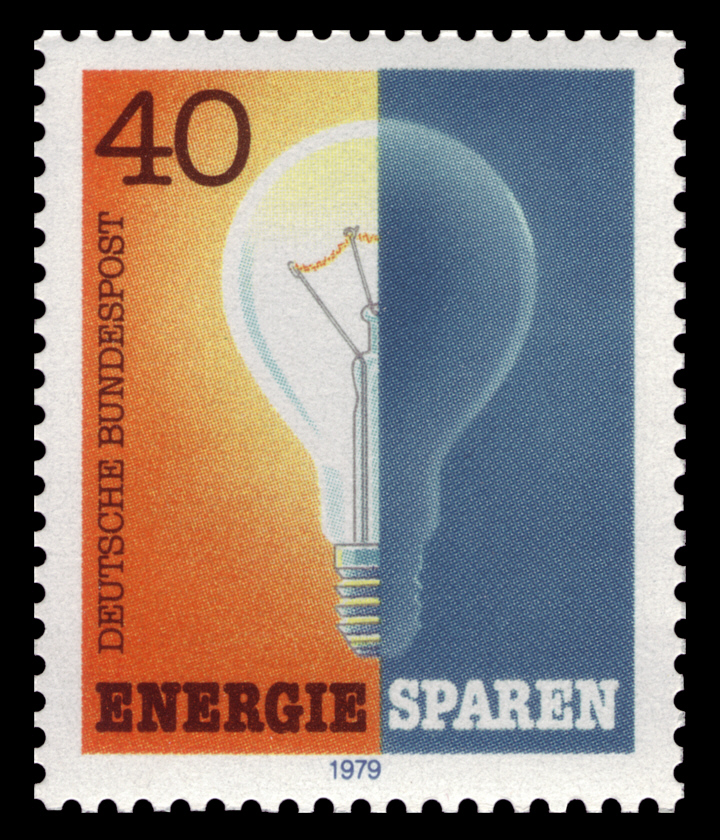
تمبر نماد نگهداری انرژی

اغلب، آگاه‌سازی مصرف‌کنندگان در جهت ذخیرهٔ انرژی، و خرید کالاهای با کیفیت، ضعیف است. تحقیق که باید بر نگهداری انرژی صورت گیرد اغلب زمان زیادی می‌برد و هزینهٔ بالایی دارد در حالی که کالاها و تکنولوژی مصرف کنندهٔ سوخت فسیلی زمان حال ارزان‌تر در دسترس می‌باشد. بعضی از دولت‌ها و ان‌جی‌اوها تلاش می‌کنند با برچسب‌های زیستی که در بهره‌وری انرژی تمایز ایجاد می‌کند، پیچیدگی تحقیق در هنگام خرید را آسان کنند.
برای تهیه نوعی از اطلاعات و حمایت مردم به صرف هزینه، زمان و تلاش در نگهداری انرژی نیاز است. این مهم است که درک کنند و به توجه عمومی مردم ارتباطش دهند. برای نثال بعضی از فروشنده‌ها استدلال می‌کنند که درخشندگی و نورانی بودن مغازه موجب تحریک در خرید می‌شود با این وجود مطالعات در زمینهٔ سلامتی نشان داده‌است که سر درد، استرس، فشار خون، خستگی، و خطای کارگرها اساساً با چرا
غانی بیش از حد در تنظیمات خیلی از محل‌های کار فروش گاهه افزایش می‌یابد و دیده شده‌است که نور طبیعی روز سطح تولید کارگرها را افزایش می‌دهد، در حالی که مصرف انرژی را کاهش می‌دهد.

## نگهداری انرژی توسط کشورها
در پایان سال ۲۰۰۰ اتحادیهٔ اروپا تعهد داد که مصرف سالیانه انرژی اولیه اش را ۲۰٪ تا سال ۲۰۱۰ کاهش دهد. برنامه‌های فعال بهره‌وری در اتحادیهٔ اروپا مدت زیادی در انتظار است. به عنوان بخشی از برنامه‌های نگهداری اتحادیهٔ اروپا، قصد دارد بهره‌وری انرژی را ترویج دهد و عملکردهای ذخیرهٔ انرژی را تشویق کند. راهنمای بهره‌وری از مخازن آب کمترین میزان بهره‌وری را برای دیگ‌های بخار که با سوخت‌های مایع یا گازی آتش می‌گیرند در خور توجه است.

## مدیریت انرژی در صنایع
مدیریت انرژی در صنایع به دلایل زیر مورد توجه است:
- افزایش راندمان مصرف حاملهای انرژی و استفاده بهینه انرژی
- افزایش بهره‌وری تولید
- کاهش انتشار آلاینده زیست‌محیطی
- کاهش هزینه‌های مصرف انرژی و تولید محصول

## اصول مدیریت انرژی
در کارخانجات و مراکز صنعتی، برای افزایش بهره‌وری و کاهش قیمت کالای تولیدی به نسبت هزینه‌ها، باید بر روی فرایندهای طراحی، اجرا و کنترل به‌طور جداگانه مدیریت صورت گیرد.
- اصل اول: تعهد مدیریت ارشد به بهینه‌سازی مصرف انرژی
- اصل دوم: تداوم و استمرار در فعالیت‌های مدیریت انرژی
- اصل سوم: انتخاب مدیر انرژی با اختیارات کافی
- اصل چهارم: مشارکت کلیه کارکنان در امر صرفه جویی انرژی

## نتایج مدیریت انرژی
با استفاده از مدیریت انرژی نتایج زیر حاصل می‌شود:
- ایجاد ساختارها و رویه‌های سیستماتیک برای جمع‌آوری، ثبت و تجزیه و تحلیل داده‌های انرژی به ویژه در ارتباط با مصرف‌کننده‌های اصلی انرژی
- ایجاد نگرش ساختاری در شناسایی فرصت‌های صرفه‌جویی و دستیابی به راه کارهای مؤثر در بهبود انرژی
- ایجاد ساختار مناسب و علمی تصمیم‌گیری مبتنی بر تجزیه و تحلیل داده‌های انرژی اخذ شده برای بودجه بندی مناسب پروژه‌های صرفه جویی انرژی و به تبع آن مدیریت بهتر و مؤثرتر مصرف انرژی
- ارتقاء سطح فرهنگ مصرف در بخش‌های مختلف به جهت آموزش‌های پیش از اجرا، حین اجرا و در حین ممیزی داخلی سیستم
- ارتقاء کارایی تجهیزات و فرایندهای مصرف‌کننده انرژی